# Piper ulvifolium
Piper ulvifolium är en pepparväxtart som beskrevs av K. Schum. & Lauterb.. Piper ulvifolium ingår i släktet Piper och familjen pepparväxter. Inga underarter finns listade i Catalogue of Life.